# Bavans
Bavans é uma comuna francesa na região administrativa de Borgonha-Franco-Condado, no departamento de Doubs. Estende-se por uma área de 8,83 km². Em 2010 a comuna tinha 3 703 habitantes (densidade: 419,4 hab./km²).